# Aérodrome de La Roche-sur-Yon - Les Ajoncs
L’aéroport de La Roche-sur-Yon - Les Ajoncs ou aéroport René-Couzinet (code IATA : EDM • code OACI : LFRI) est un aéroport civil, ouvert à la circulation aérienne publique (CAP), situé à 5 km au nord-est de La Roche-sur-Yon, en Vendée (région Pays de la Loire, France).
Il est utilisé pour le transport aérien (national) et pour la pratique d’activités de loisirs et de tourisme (aviation légère, hélicoptère, parachutisme et aéromodélisme).

## Histoire
Baptisé « Aérodrome René Couzinet » le 22 octobre 1983, il a succédé au terrain d’aviation créé en 1936 dans le contexte politique et social de l’époque où « l’aviation populaire » était encouragée.
Des lignes régulières ont été créées par Air Vendée dès 1979 vers l'île d'Yeu, Nantes ou Paris-Orly.
L’aérodrome est géré par la Chambre de commerce et d'industrie de la Vendée.
En 2017, la compagnie Air-Ouest proposait des vols à la demande vers l'Île d'Yeu ou Les Sables-d'Olonne.
En 2019, l'aéroport retrouve à la suite de la perte de 2016, son poste frontalier, ce qui permettra d'accueillir directement des vols hors-Schengen sans passer par les aéroports de Nantes, La Rochelle ou Poitiers. Ce poste sera assuré par les douanes de Vendée. L'aéroport accueille environ 3000 mouvements d'aviation d'affaires. Ce sont 14 avions d'affaires qui sont basés représentant plus de 50 entreprises vendéennes. L'aéroport peut recevoir des avions de 72 places comme les ATR 72 reçus lors du Vendée Globe.

## Installations

### Pistes
L’aéroport dispose de deux pistes orientées est-ouest (10/28).
- Une piste bitumée, longue de 1 550 mètres et large de 30, dotée d’un balisage diurne et nocturne (feux haute intensité commandables par les pilotes (PCL)),
- d’un indicateur de plan d’approche (PAPI) pour les deux sens d’atterrissage[5].

Une piste en herbe, longue de 900 mètres et large de 80, réservée aux planeurs et aux ULM basés.

### Prestations
L’aéroport n’est pas contrôlé mais dispose d’un service d’information de vol (AFIS). Les communications s’effectuent sur la fréquence de 119,905 MHz. Il est agréé pour le vol à vue (VFR) de nuit et le vol aux instruments (IFR).
S’y ajoutent :
- des aires de stationnement d’une surface totale de 6 000 m2 ;
- une aérogare de 86 m2 (capacité de traitement de 20 000 passagers par an) ;
- des hangars sur une surface totale de 1 500 m2 ;
- une station d’avitaillement en carburant (100LL et Jet A1) ;
- un restaurant[6].

## Activités

### Loisirs et tourisme
- Aéroclub yonnais
- Vol à voile yonnais
- Club parachutiste vendéen
- ULM cap ouest
- top gun voltige

### Statistiques
| Mouvements                 | 2003   | 2004   | 2005   | 2006   | 2007   | 2008   | 2009   | 2010   | 2011   | 2012   | 2013   | 2014   | 2015   | 2016   | 2017   |
| -------------------------- | ------ | ------ | ------ | ------ | ------ | ------ | ------ | ------ | ------ | ------ | ------ | ------ | ------ | ------ | ------ |
| Mouvements commerciaux     | 188    | 150    | 104    | 214    | 207    | 162    | 120    | 141    | 140    | 112    | 77     | 74     | 55     | 178    | 72     |
| Mouvements non commerciaux | 17 980 | 18 096 | 20 189 | 21 750 | 24 050 | 22 559 | 25 212 | 25 961 | 23 004 | 25 071 | 26 116 | 26 946 | 27 050 | 28 633 | 26 459 |
| - Locaux                   | 13 157 | 13 224 | 14 932 | 15 314 | 17 493 | 16 480 | 18 517 | 18 973 | 16 481 | 17 973 | 19 065 | 19 671 | 19 746 | 20 902 | 18 014 |
| - Voyages                  | 4 823  | 4 872  | 5 257  | 6 436  | 6 557  | 6 079  | 6 695  | 6 988  | 6 523  | 7 098  | 7 051  | 7 275  | 7 304  | 7 731  | 8 445  |
| Total                      | 18 168 | 18 246 | 20 293 | 21 964 | 24 257 | 22 721 | 25 332 | 26 102 | 23 144 | 25 183 | 26 193 | 27 020 | 27 105 | 28 811 | 26 531 |